# Irus mitis
Irus mitis is een tweekleppigensoort uit de familie van de Veneridae. De wetenschappelijke naam van de soort is voor het eerst geldig gepubliceerd in 1854 door Deshayes.
Rechter en linker klep van hetzelfde exemplaar:

Rechter klep
Linker klep